# マイアミ・エア・インターナショナル293便着陸失敗事故
マイアミ・エア・インターナショナル293便着陸失敗事故（マイアミ・エア・インターナショナル293びんちゃくりくしっぱいじこ）は、2019年5月3日に発生した航空事故である。
リーワード・ポイント飛行場発ジャクソンビル海軍航空基地行きだったマイアミ・エア・インターナショナル293便（ボーイング737-81Q）がジャクソンビル海軍航空基地への着陸時に滑走路をオーバーランし、セントジョンズ川に着水した。乗員乗客143人中21人が負傷した。
国家運輸安全委員会（NTSB）は大雨の中、溝の掘られていない滑走路へ着陸したため、ハイドロプレーニング現象が発生したことが事故原因だとした。最終進入と着陸時にパイロットは複数のミスを犯していたが、NTSBはこれらが無かったとしても機体は滑走路内で停止できなかったと結論づけ、一連のエラーを事故原因から除外した。

## 飛行の詳細

### 事故機

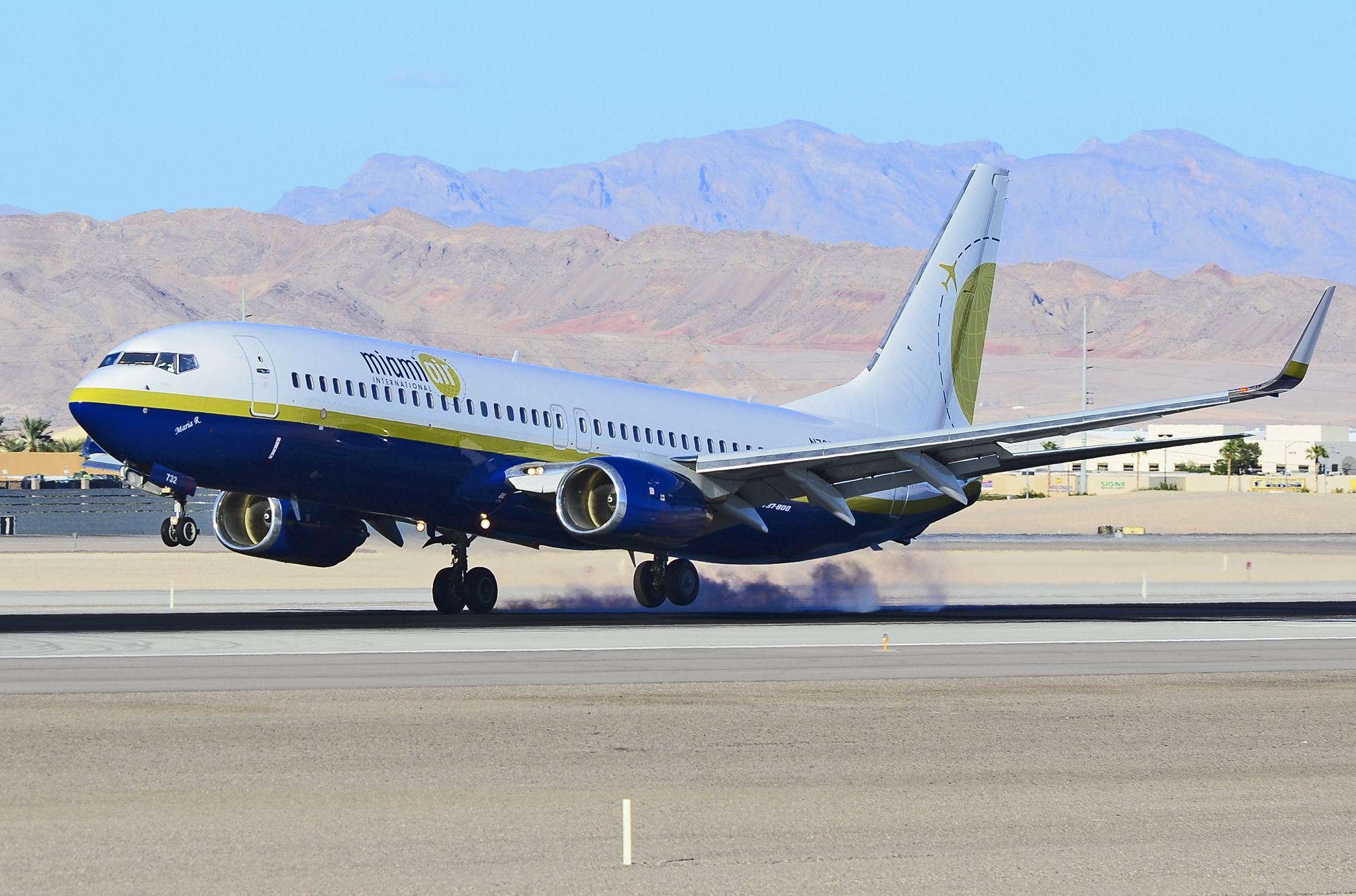
2013年に撮影された事故機

事故機のボーイング737-81Q（N732MA）は、製造番号830として製造され、2001年4月12日に初飛行した機体である。事故時点での機齢は18.1年で、2基のCFMI CFM56-7B26エンジンを搭載していた。製造直後の2001年4月にマイアミ・エア・インターナショナルに引き渡されたのち、マーティンエアーやXL航空（イギリス・ドイツ）、TUIフライ・ネーデルラントなどに何度かリースされている。

### 乗員
機長は55歳の男性で、2008年からマイアミ・エア・インターナショナルに勤務していた。総飛行時間は7,500時間で、ボーイング737では2,200時間の経験があった。機長は同社のチェック・パイロットでもあった。
副操縦士は47歳の男性で、マイアミ・エア・インターナショナルに入社したのは事故の5ヶ月前だった。総飛行時間は7,500時間だったが、ボーイング737での経験はわずか18時間だった。
事故当時、副操縦士は訓練を修了したばかりで、機長がチェック・エアマンを務めていた。

## 事故の経緯
293便は、リーワード・ポイント飛行場からジャクソンビル海軍航空基地へ向かう軍用のチャーター便だった。乗客は軍人や軍関係者がほとんどであった。UTC23時19分に293便はリーワード・ポイント飛行場を離陸した。事故当時、機長が操縦を担当し、副操縦士が計器の監視を行っていた。
現地時間21時22分19秒にパイロットはジャクソンビルの管制と交信を行った。進入管制官は滑走路28への着陸を提案した。21時22分に記録された気象情報には東からの4ノット (7.4 km/h)の風と、雷雨が含まれていた。パイロットは提案された滑走路28では無く反対側の滑走路10への着陸が可能かどうか聞いた。21時23分、管制官は滑走路10の手前5海里地点に降雨があることを知らせた。21時25分にパイロットは滑走路28への進入を継続すると伝えた。管制官は嵐が東へ移動していることを報告し、滑走路10への着陸を提案した。この提案を受けてパイロットは滑走路10への着陸を決定した。進入中、293便はグライドパスよりも高い高度を飛行しており、対気速度は目標速度よりも17ノット (31 km/h)速い170ノット (310 km/h)だった。着陸の8秒前、降下率が毎分1,580フィート (480 m)に達し、「Sink Rate」の警報が作動した。293便は滑走路端から1,580フィート (480 m)の地点に対地速度180ノット (330 km/h)で着陸した。着陸後、機長はブレーキをかけたが機体は滑走路内で停止せず、21時42分19秒に滑走路端から1,164フィート (355 m)地点にある護岸に衝突し、セントジョンズ川に着水した。

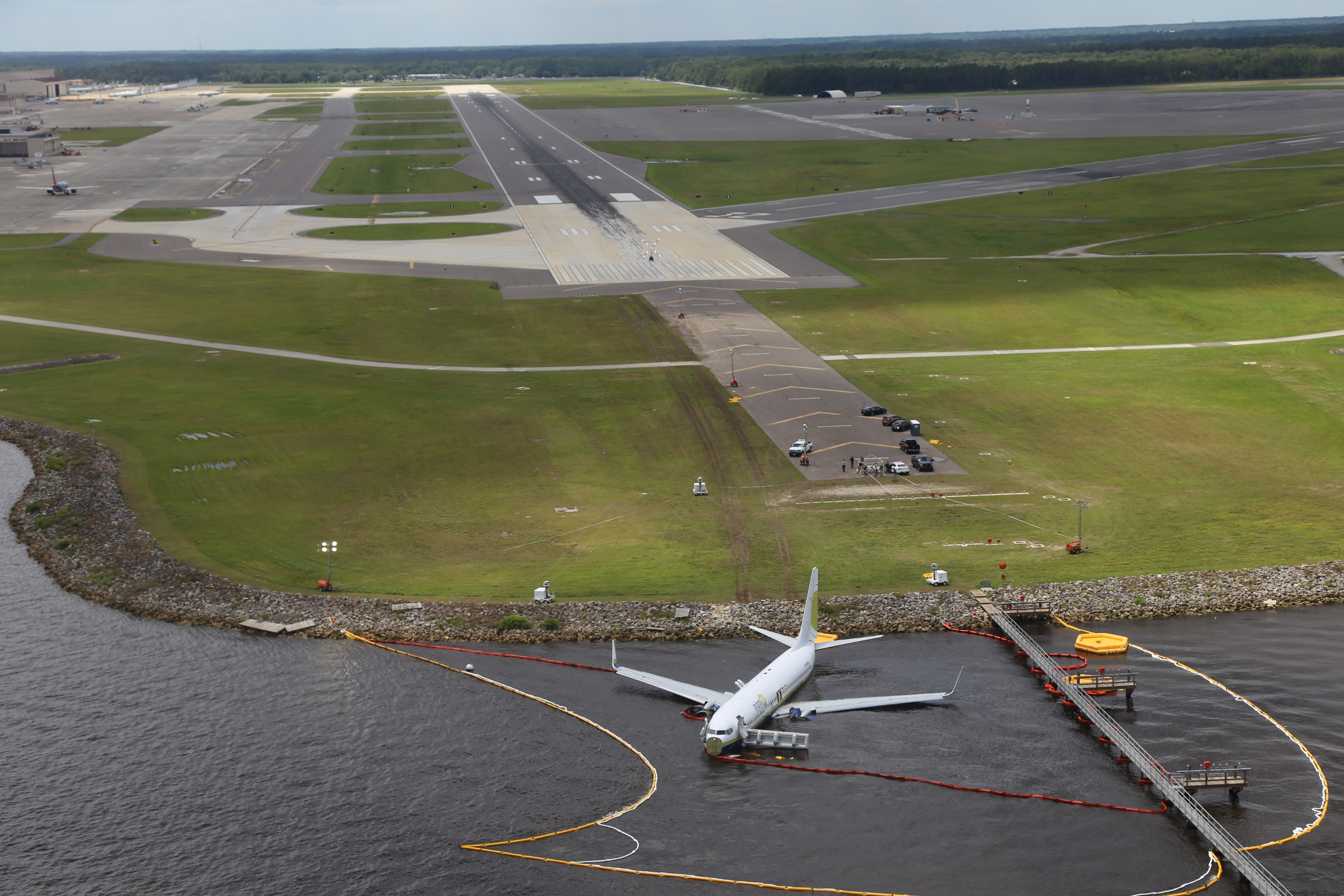
事故翌日の様子

50人以上の消防士を含む救助隊が乗員乗客143人全員を救助した。救助隊が到着するまで、機体は水没せず、客室への浸水もなかった。21人が負傷し、病院へ搬送されたが、重傷者は無かった。
当局は、航空燃料が川へ流出する可能性を懸念している。この事故を受けて、ドナルド・トランプ大統領は、ジャクソンビル市長のレニー・カレーと接触した。

## 事故調査

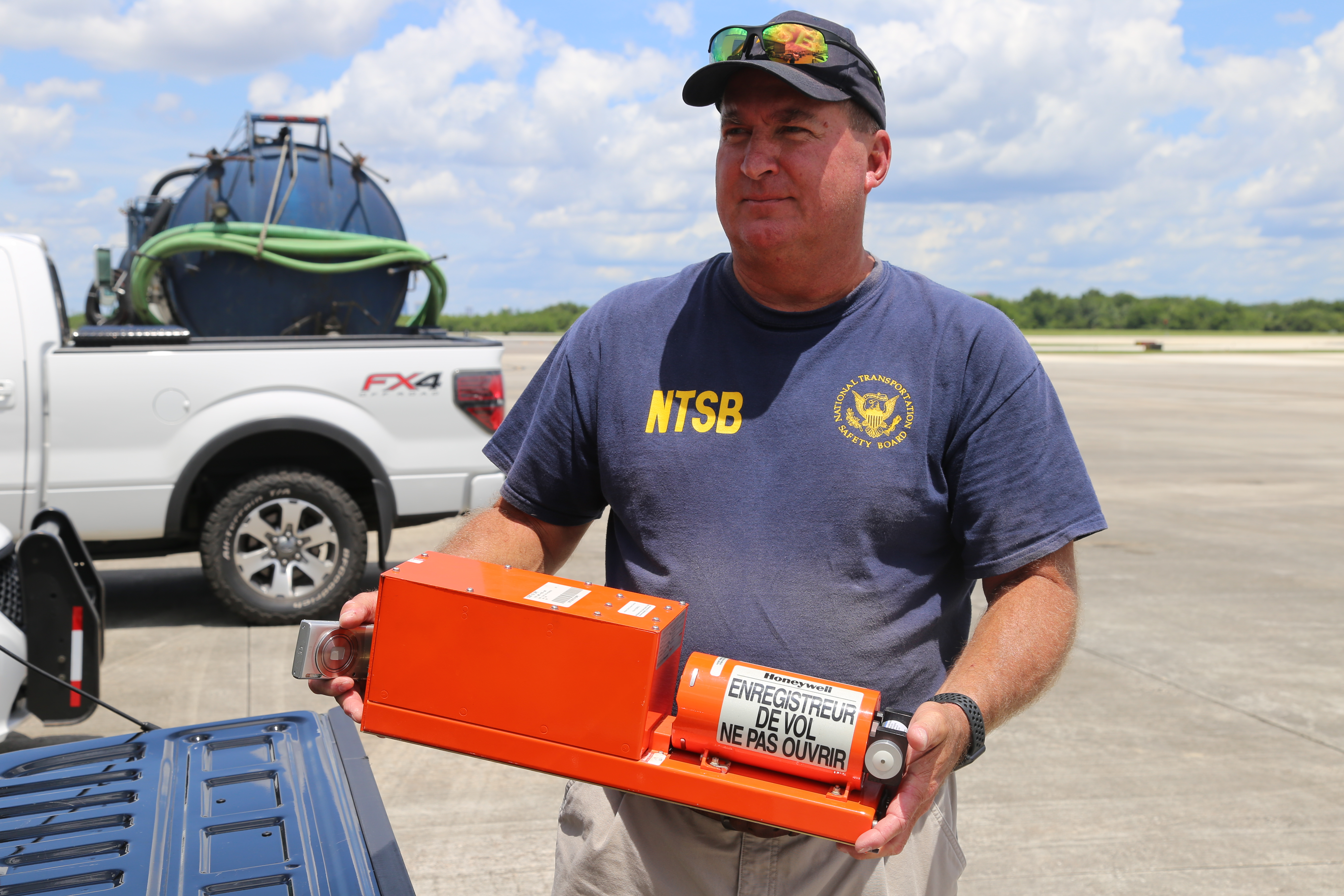
回収されたフライトデータレコーダー

国家運輸安全委員会（NTSB）とボーイング、アメリカ海軍が調査を開始した。初期の報告では、スラストリバーサーが故障した可能性とパイロットによる滑走路の変更に焦点を当て、調査を行うと述べた。
事故機の右エンジンの逆噴射装置は作動不良を起こしており、運用許容基準に従って着陸時には使用しないこととなっていた。着陸進入中、パイロットはスピードブレーキをアームド位置に設定していなかった。着陸の4秒後にスピードブレーキは展開されたが、アームド位置にしていれば3秒早く展開された可能性が指摘された。
2021年8月4日、NTSBは事故の最終報告書を発行し、滑走路に溝が掘られていなかったためハイドロプレーニング現象が発生し、ブレーキが十分に効果を発揮しなかったことが事故原因だとした。これは航空会社の滑走路評価のガイドラインが不十分だったこと、パイロットが着陸復航を行わなかったこと、機長の作業量が多かったこと、着陸時の対気速度が速かったこと、副操縦士経験が少なかったこと、スピードブレーキの展開が遅れたことによって悪化した。NTSBはこれらのエラーが発生しなかったとしても機体は滑走路内で停止できなかったと結論づけた。